# Aferim!
Aferim! (Nederlands: Bravo!) is een Roemeens-Bulgaars-Tsjechische film uit 2015 onder regie van Radu Jude. De film ging in première op 11 februari op het Internationaal filmfestival van Berlijn 2015 in de competitie voor de Gouden en Zilveren Beer.

## Verhaal
De film speelt zich af in Oost-Europa in 1835 in het vorstendom Walachije. Constandin en zijn zoon worden ingehuurd door de edelman Iordache om Carfin, een weggelopen zigeunerslaaf te vinden die weggelopen is na een affaire met Sultana, de vrouw van de edelman. De zigeunerslavernij duurde van de dertiende tot het einde van de negentiende eeuw en is een fenomeen waar weinig of geen openbaarheid aan wordt gegeven maar wel van grote invloed was op het sociale leven in Roemenië.

## Rolverdeling
| Acteur           | Personage |
| ---------------- | --------- |
| Teodor Corban    | Costandin |
| Mihai Comanoiu   | Ionita    |
| Cuzin Toma       | Carfin    |
| Alexandru Dabija | Iordache  |

## Productie
De opnamen voor deze film met een budget van 1.400.000 Amerikaanse dollar begonnen in juni 2014. 

## Prijzen en nominaties
| jaar | prijs                                   | categorie                          | genomineerde(n) | uitslag  |
| ---- | --------------------------------------- | ---------------------------------- | --------------- | -------- |
| 2015 | Internationaal filmfestival van Berlijn | Zilveren Beer voor beste regisseur | Radu Jude       | Gewonnen |

## Productie
De film werd geselecteerd als Roemeense inzending voor de beste niet-Engelstalige film voor de 88ste Oscaruitreiking.